# 万俟洛
俟洛（?—540年代），字受洛干，一作寿乐干，太平郡（今山西省晋中市）人，北魏、東魏、北齊官员。

## 生平
万俟洛气势雄伟，有武艺，骑射过人，受到同乡的佩服。破六韓拔陵反叛时，隨父親俟普歸順，除顯武將軍。歸北魏後，隨爾朱榮每有戰功，累遷汾州刺史、驃騎將軍。隨北魏孝武帝入關，除尚書左僕射。天平中，隨父歸東魏，封建昌郡公，再遷領軍將軍。興和初年逝世，追贈太師、大司馬、太尉、錄尚書，谥号武。
当初，高欢因为万俟普位尊年老，对他特别礼遇，曾经亲自扶着万俟普上马，万俟洛脱去帽子叩首说：“愿意出死力以报答大恩。”邙山之战时，东魏各路军队都向北渡桥，只有万俟洛约束部下不动，对西魏人说：“万俟受洛干在此，能来的可以来！”西魏人害怕而散去，高欢将万俟洛的营地命名为回洛城。
北齐建国后，齐文宣帝高洋于天保元年六月壬午（550年7月3日）诏令，已故领军万俟洛等人辅佐先帝，协助治理皇室基业，有的不幸早年去世，有的以身殉职，可以派遣使者到墓地进行祭奠，并安抚慰问他们的妻子儿女，安慰兼及活着或死去的人。皇建元年十一月庚申（560年12月15日），齐孝昭帝高演诏令将万俟洛等七人合祭于高澄的宗庙之中。